# امیل بریتکروتس
امیل بریتکروتس (انگلیسی: Emil Breitkreutz; ۱۶ نوامبر ۱۸۸۳ – ۳ مهٔ ۱۹۷۲) دونده دو نیمه‌استقامت اهل ایالات متحده آمریکا بود.